# Плечевой сустав
Плечевой сустав (лат. articulatio humeri) — подвижное соединение плечевой кости с лопаткой, связывающее свободную верхнюю конечность с поясом верхней конечности. Плечевой сустав является простым, малоконгруэнтным, наиболее свободным суставом человеческого тела, что обеспечивает человеческую руку наибольшей свободой движения.

## Описание
Плечевой сустав образован головкой плечевой кости (лат. Caput humeri) и суставной впадиной лопатки (лат. Cavitas glenoidalis). По краю суставной впадины проходит хрящевая суставная губа (лат. labium glenoidale), которая увеличивает объём впадины и конгруэнтность сустава, а также смягчает толчки и сотрясения при движении головки. К плечевой кости суставная капсула прикрепляется по окружности анатомической шейки, охватывая головку, но не бугорки, а к лопатке прикрепляется по костному краю суставной впадины. Поддерживает капсулу вплетающаяся в неё клювовидно-плечевая связка (лат. lig. coracohumerale), которая берёт начало у основания клювовидного отростка. Укрепляет капсулу суставно-плечевые связки (лат. lig. glenohumeralia), которые в свою очередь во внутренней поверхности капсулы. Выше плечевого сустава образуется свод клювовидно-акромиальной связки лопатки (лат. lig. coracoacromiale). Настоящих связок плечевой сустав не имеет, а укрепление осуществляется мышцами верхней конечности, что обеспечивает большую подвижность, но обуславливает частые вывихи.
Внутренняя мембрана суставной капсулы — синовиальная оболочка — образует два внесуставных выпячивания: синовиальное влагалище (лат. vagina synovialis), окружающее сухожилие длинной головки двуглавой мышцы, лежащее в межбугорковой борозде плечевой кости, и сумку сухожилия подлопаточной мышцы (лат. bursa m. subscapularis subtendinea), расположенную под верхним отделом подлопаточной мышцы.

### Движения
Плечевой сустав, будучи типичным многоосным шаровидным сочленением, позволяет делать следующие движения:
1. Сгибание и разгибание вокруг фронтальной оси (лат. flexio et extensio).
2. Отведение и приведение вокруг сагиттальной оси (лат. abductio et adductio).
3. Супинация и пронация (движение кнаружи и внутрь) вокруг вертикальной оси (лат. supinatio et pronatio).
4. Круговые движения (лат. circumductio).

Сгибание и отведение возможны только до уровня плеч из-за торможения суставной капсулой и клювовидно-акромиальной связкой. Дальнейшее движение совершается не в плечевом суставе, а в ходе движения всей конечности с поясом верхней конечности.